# Административно-командная система
Администрати́вно-кома́ндная (или кома́ндно-администрати́вная) систе́ма (АКС) — термин, обозначающий способ организации общественных отношений, для которого характерны: использование социалистических методов управления; господство партийно-государственной бюрократии при отсутствии экономической свободы.
Экономика СССР была административно-командной на протяжении всей его истории. Лишь в 1990 году была законодательно разрешена частная собственность на средства производства и начался обвальный переход к рыночной экономике западного типа. Однако такой важнейший элемент административно-командной системы, как регулирование цен в государственных магазинах, просуществовал до самого распада СССР.
Термин появился в период перестройки и был введён профессором экономфака МГУ Г. Х. Поповым для обозначения сущности советской системы управления и быстро стал популярным.
Впервые он упоминается в статье Г. Х. Попова «С точки зрения экономиста» («Наука и жизнь» № 4 / 1987). В ней он исследовал состояние и развитие плановой экономики СССР на основе анализа романа Александра Бека «Новое назначение».

## Основные идеи административно-командной системы в СССР
- Директивное планирование. В основе административно-командной системы лежит принцип директивного планирования. План, разработанный центром (Государственным плановым комитетом Совета Министров СССР), является основным законом административной системы. На основе плана отраслевыми министерствами разрабатываются задания для отраслей экономики, и затем для предприятий, строек, колхозов и выделяются материальные ресурсы[3][4].
- Вся произведённая продукция предприятий передаётся в распоряжение вышестоящих органов материально-технического снабжения или торговли (Государственный комитет по материально-техническому снабжению), которые передают её потребителям[5][4].
- Экономические рычаги в механизме управления (цены, зарплаты, банковский процент) играют формальный характер. Цены на товары и зарплаты работникам определяет центр (Государственный комитет цен при Совете Министров СССР). Основные накопления предприятий изымаются в бюджет (Министерство финансов СССР)[6][7].
- Мотивация работников. Для каждой категории работников служебный оклад определяется централизованно одинаковым образом по всей стране (Государственный комитет СССР по труду и социальным вопросам). Дополнительные премии платят за выполнение планов центра, из ограниченного фонда премий, только по указанию начальства. Существенную роль в мотивации работников играют административное поощрение и принуждение. Поощрением является повышение по службе, принуждением являются выговоры, наказания[8][7].

## Противоречия административно-командной системы
- Центр не в состоянии охватить всю экономику и каждое предприятие своим руководством[9].
- Верхние этажи административной системы перегружены текущей работой[10].
- Проблема экономических оценок принимаемых решений. Для оценки принятого решения нужно сопоставлять затраченные ресурсы и произведённую в итоге продукцию. Но для этого сопоставления нужны объективные, соответствующие общественно необходимым затратам цены, которые может определить только рынок, а не администратор[11].
- Качество принимаемых решений зависит персонально от личности руководителей, особенно от первого лица[11].
- Торможение научно-технического прогресса вызвано тем, что все права на основные решения сосредоточены на верхних этажах системы управления и сами решения принимаются волевыми, субъективными методами[12].
- Критерием выдвижения руководящих работников являются не творческие способности и компетентность, а исполнительность и способность не рассуждая выполнять приказы начальства, личное знакомство с руководителем. Предпочтение при выдвижении отдаётся тем, кто по своим деловым качествам не может составить конкуренции с выдвигающими[13]. В результате качество руководящих кадров неуклонно ухудшается[14].
- В принятии решений возникают своеобразные циклы, когда нижестоящие инстанции стараются угадать решения вышестоящих, а вышестоящие решают то, что им фактически подсказывают нижестоящие.[15]
- Интуитивные решения, принимаемые такой системой, в значительной степени случайны и отклоняются от оптимальных.[15]
- Решения её недопустимо запаздывают и количество информации в них сокращается — они складываются из очевидностей и общих мест.[15]

## Экономические итоги деятельности административно-командной системы
- Создание тяжёлой промышленности и военно-промышленного комплекса.
- Достижение всеобщей грамотности населения, развитие науки.
- Ликвидация безработицы в городах.
- Победа в Великой Отечественной войне во многом за счёт способности командно-административной системы к сверхцентрализации и концентрации усилий на наиболее важных направлениях развития общества.
- Значительное снижение урожаев и поголовья скота в первые годы коллективизации.[16][17][18][19]
- Гигантские потери людских ресурсов в результате репрессий и голода[20][21][22].
- Возникновение денежных накоплений населения, не обеспеченных выпуском потребительских товаров.
- Незаинтересованность предприятий в научно-техническом прогрессе[23][24][25][26][27].
- Крайне малое участие экономики СССР в международном разделении труда в качестве сырьевого придатка развитых стран[28][29][28].

## История
Как отмечает американский профессор Мартин Малиа, для описания природы системы советского народного хозяйства наиболее подходит термин милитаризированная экономика. Как пишет Малиа, прототип командно-политической экономики впервые появился в Германии во время Первой мировой войны, когда генерал Э. фон Людендорф, используя организационные таланты В. Ратенау, построил систему, названную «Kriegssozialismus» («военный социализм»), которая, по его мнению, являлась лишь экономическим компонентом «der totale Krieg» («тотальной войны»). Позже, когда Гитлер провёл социализацию немецкой экономики в ходе осуществления своего четырёхлетнего плана, немецкие эмигранты-беженцы назвали его политику Befehlswirtschaft («командная экономика»). Как пишет Малиа, в последующие 20 с лишним лет этот удачный термин был противопоставлен на Западе вводящему в заблуждение псевдорациональному официальному понятию «план», и только в период гласности немецкий термин вернулся в СССР как «командно-административная система» — терминологическая инновация демократов, пришедших к власти в Москве.

## Концепция Г. Х. Попова
Краткое содержание и значимость статей Г. Х. Попова
В статье используется развёрнутая отсылка к «Новому Назначению» как к произведению, хорошо иллюстрирующему сталинистские способы руководства экономикой.
«Административная» система противопоставляется «рыночной». Если в первой решения принимаются путём приказов сверху в бюрократической пирамиде, то во второй — игроками «среднего уровня» (уровня директоров заводов), над которыми уже почти нет приказного управления.
Делается утверждение, что административная система слишком централизована и потому не способна в разумные сроки ответить на ряд вызовов. Она способна ко многому, но имеет свои типичные слабые места (показаны на разборе «Нового Назначения» и главного героя данного текста сталинского наркома Онисимова — прототипом является Тевосян).
Переход к рыночной системе понимается как благо, ибо улучшает управление экономикой и соответствие экономической инфраструктуры нации — реальным потребностям людей.
Значимость статьи, помимо всего прочего, в том, что впервые во время перестройки был явно провозглашён лозунг если и не восстановления частной собственности (то есть 100 % сворачивания коммунистической идеологии), то хотя бы её «десатанизации» по принципу «а в этом что-то есть».
Статья предвосхитила деятельность «младореформаторов» и приватизацию 90-х годов.

## Критика концепции
Как отмечает С. Г. Кара-Мурза, проблемами советского строя интеллигенция считала «засилье бюрократов», «уравниловку», «некомпетентность начальства», «наследие сталинизма». Как пишет Кара-Мурза, опираясь на эти стереотипы, Г. Х. Попов ввёл не имеющий конкретного содержания, но быстро набравший популярность термин «административно-командная система», который, как предполагалось, определял нечто особо советское «предопределяющее жизнь именно советского человека». Кара-Мурза возражает, что любая общественная система имеет свою «административно-командную» составляющую, однако сторонники термина представляли, что в «цивилизованных» странах АКС якобы отсутствует, и «там действуют только экономические рычаги».
Дальнейшее развитие идеи С. Г. Кара-Мурзы, приводит к тому, что под «отменой административной системы» понималось не более чем отмена её самого высокого эшелона, цепочки «Политбюро — директор предприятия». Более низкие её уровни, по мнению С. Г. Кара-Мурзы, существуют в любой экономической системе.
Таким образом, идеи Г. Х. Попова, по мнению Кара-Мурзы, логически приводили к ослаблению единого правительственного управления и повышению роли денег как инструмента расчётов между предприятиями.
Все это, по мнению некоторых, логически приводило (и привело) к появлению олигархов, богатых магнатов, владеющих целыми отраслями и комплексами промышленности, управляющих ими как заблагорассудится и перенаправляющих почти неограниченные средства из своих предприятий на личное потребление.
Критика этой ситуации в обществе (прямо вытекшей из статьи Г. Х. Попова, по мнению Кара-мурзы) составляет значимую часть критики перестройки.

## Административно-командная система в произведениях искусства
- Изображение и острая критика административной системы дана в повестях советских фантастов братьев Стругацких «Сказка о Тройке», «Улитка на склоне», И. Ефремова «Час быка».